# Lhanbryde
Lhanbryde är en ort i Storbritannien.   Den ligger i kommunen Moray och riksdelen Skottland, i den norra delen av landet, 700 km norr om huvudstaden London. Lhanbryde ligger 43 meter över havet och antalet invånare är 1 845.
Terrängen runt Lhanbryde är platt norrut, men söderut är den kuperad. Terrängen runt Lhanbryde sluttar norrut. Runt Lhanbryde är det glesbefolkat, med 11 invånare per kvadratkilometer. Närmaste större samhälle är Elgin, 6,1 km väster om Lhanbryde. I omgivningarna runt Lhanbryde växer i huvudsak blandskog.